# Apostolska nunciatura v Ruandi
Apostolska nunciatura v Ruandi je diplomatsko prestavništvo (veleposlaništvo) Svetega sedeža v Ruandi, ki ima sedež v Kigaliju.

## Seznam apostolskih nuncijev
- Pietro Sigismondi (16. december 1949 - 1954)
- Vito Roberti (1963 - 15. avgust 1965)
- Amelio Poggi (27. maj 1967 - 27. november 1969)
- William Aquin Carew (27. november 1969 - 10. maj 1974)
- Nicola Rotunno (29. junij 1974 - 13. april 1978)
- Thomas A. White (27. maj 1978 - 1. marec 1983)
- Giovanni Battista Morandini (30. avgust 1983 - 12. september 1990)
- Giuseppe Bertello (12. januar 1991 - marec 1995)
- Juliusz Janusz (25. marec 1995 - 26. september 1998)
- Salvatore Pennacchio (28. november 1998 - 20. september 2003)
- Anselmo Guido Pecorari (29. november 2003 - 17. januar 2008)
- Ivo Scapolo (17. januar 2008 - 15. julij 2011)
- Luciano Russo (16. februar 2012 - danes)